# Czech ICT Alliance
Czech ICT Alliance je vývozní aliance agentury CzechTrade, založena byla v roce 2005 a je členem Svazu průmyslu a dopravy, Hospodářské komory ČR a Unie malých a středních podniků.

## Cíle a funkce
Hlavním cíl organizace je vybudovat silnou značku českého ICT a získat firmám konkrétní kontakty na partnery v zahraničí.
Mezi hlavní činnosti patří:
- zisk dotací pro účast českých IT firem na významných veletrzích, například CeBIT
- spolupráce s OECD
- spolupráce s velvyslanectvími ČR na obchodních misích IT firem do atraktivních zemí, atd.